# Caractères chinois (livre)
Pour les articles homonymes, voir Sinogramme (homonymie).
Caractères chinois  (sous-titré : du dessin à l'idée, 214 clefs pour comprendre la Chine) est un livre d'initiation à l'écriture chinoise par l'intermédiaire des « 214 clefs traditionnelles » calligraphiées par Rebecca Hon Ko. Ce livre se démarque par la qualité de ses illustrations, de vraies calligraphies chinoises et la présentation de l'ordre des traits, décisif pour avoir un geste fluide, et donc une bonne calligraphie. La traduction française, le pinyin et l'évolution de chaque clef sont également présents. Un texte développe en environ 150 mots des interprétations sur l'origine et la connotation de chaque clef dans la culture chinoise. Quelques emplois de la clef sont aussi proposés.

## Description détaillée
Ce livre présente différentes données :
- ordre des traits : quelques très rares erreurs[1] se sont glissées dans l'ordre des traits (ex : 瓦, p. 108 ?  ; 戈, p. 134 ; 龍, p. 163 ; 龜, p. 161), alors que les pièges d'autres cas difficiles sont évités (ex : 廴, p. 69) ;
- nombre de traits : le livre semble se fier au Kangxi Zidian (康熙字典) traditionnel de 1716 : les clefs sont les 214 clefs de Kangxi, et leur nombre de traits est celui proposé par le Kangxi Zidian (ex : 廴 = 3 traits), évitant le piège de la simplification du Xinhua Zidian moderne (depuis 1956 : 廴 = 2 traits). Une erreur sur le 长 (moderne), p. 245 ; sur le 龍 posé par erreur comme étant de 17 traits alors qu'il est de 16 traits[2], p. 163 ; et à 龜 posé par erreur comme étant de 18 traits au lieu de 16[3], p. 161 ;
- évolution des clefs : montre les styles d'écriture de la clef au cours de l'histoire chinoise (archaïque, primitive, scribe, actuelle) <critique de la fiabilité à compléter>龜-tortue, une clef de 16 traits présente dans l'ouvrage. ;
- interprétations : <critique de la fiabilité à compléter>
- lexiques : il y a 2 lexiques efficaces en fin d'ouvrage.

Présentant une calligraphie de chacune des 214 clefs traditionnelles chinoises, éléments constituants de tous les autres caractères chinois, ce livre est une base graphique utile à toute personne s'intéressant à la calligraphie chinoise et voulant s'y initier. Les erreurs y sont véritablement minimes relativement aux ouvrages courants : cet ouvrage a eu la bonne idée de s'inspirer au maximum de sources traditionnelles pour traiter de clefs traditionnelles. Les interprétations ont elles le mérite d'instruire culturellement et de donner des explications mnémotechniques facilement mémorisables. Il reste à considérer avec de petites précautions quant à l'ordre des traits.
Il présente une graphie, une clarté, une concision (pinyin, français, etc), une intelligence d'avoir proposé les évolutions, qui en font un ouvrage général intéressant.